# Trung tâm Internet Việt Nam
Trung tâm Internet Việt Nam (hay VNNIC, viết tắt từ tên tiếng Anh: Vietnam Internet Network Information Center) là một đơn vị trực thuộc Bộ Thông tin và Truyền thông, nước Cộng hòa Xã hội Chủ nghĩa Việt Nam được thành lập chính thức vào ngày 28 tháng 04 năm 2000. Theo đó, Trung tâm Internet Việt Nam chịu trách nhiệm quản lý về tên miền Internet trong lãnh thổ Việt Nam cũng như thống kê về tình hình sử dụng Internet tại Việt Nam.
VNNIC là nơi thiết lập, quản lý, khai thác hai hạ tầng trọng yếu của mạng Internet Việt Nam là Hệ thống máy chủ tên miền DNS (Domain Name System) quốc gia và Trạm trung chuyển Internet quốc gia (VNIX) nắm giữ sự sống còn của cả hệ thống mạng Internet Việt Nam.

## Tổ chức hoạt động
Phòng ban:
- Phòng Tổ chức - Hành chính;
- Phòng Tài chính - Kế toán;
- Phòng Hợp tác - Quản lý tài nguyên;
- Phòng Kế hoạch - Đầu tư;
- Phòng Phát triển dịch vụ;
- Phòng Kỹ thuật;
- Phòng Điều hành - Khai thác.

Chi nhánh:
- Chi nhánh tại Thành phố Hồ Chí Minh
- Chi nhánh tại Thành phố Đà Nẵng

## Một số dư luận về quá trình hoạt động của VNNIC
Tình trạng đầu cơ tên miền Internet Việt Nam vẫn là một vấn đề bức xúc xã hội tuy nhiên VNNIC được công chúng cho là đã làm ngơ không bảo vệ tài nguyên quốc gia một cách triệt để.
Vụ việc ông Vũ Thái Hà kiện VNNIC đã cho thấy nhiều bất ổn trong việc quản lý Internet của VNNIC. Cụ thể vụ việc, vào ngày 17/1/2006, trang web www.000.com.vn của ông Vũ Thái Hà, giám đốc công ty Ecomnet được VNNIC cảnh báo có chứa các nội dung không lành mạnh. VNNIC đã yêu cầu ông Hà gỡ bỏ một số nội dung được cho là trái pháp luật trong cuộc họp cùng ngày, tuy nhiên ông Hà tuyên bố là không thực hiện được vì vấn đề mất quyền kiểm soát. Ông Hà đã xin VNNIC đổi số DNS nhưng tổ chức này không chấp nhận. Ngay sau đó, ông Hà đâm đơn kiện VNNIC.